# Sonny Liston
Charles «Sonny» Liston (Sand Slough, Arkansas, 8 de mayo de 1932-Las Vegas, 30 de diciembre de 1970) fue un boxeador estadounidense, campeón mundial entre 1961 y 1964 de la categoría peso pesado. La International Boxing Research Organization (IBRO) lo ha clasificado entre los diez mejores pesos pesados de la historia.

## Carrera profesional
Liston debutó como boxeador profesional el 2 de septiembre de 1953, noqueando a Don Smith en el primer asalto en St. Louis. Ahí realizó los primeros cinco combates de su carrera. En su sexta pelea en Detroit (Míchigan) se enfrentó a John Summerlin, que tenía un registro de 22-1. La pelea fue televisada en todos los Estados Unidos. Liston ganó ajustadamente por decisión en ocho asaltos.
En su siguiente pelea volvió a derrotar a Summerlin. A continuación sufrió su primera derrota ante Marty Marshall por decisión en ocho asaltos en Detroit. Durante la pelea Liston sufrió una fractura de mandíbula.
En 1955 ganó seis peleas, cinco por KO. Entre las peleas que ganó estuvo la revancha con Marshall a quien venció en seis asaltos. Una pelea de desempate con Marshall en 1956 lo tuvo como ganador por decisión en 10 asaltos, pero en mayo de ese año tuvo problemas con la ley. Fue acusado de agredir a un policía en un incidente que nunca se aclaró del todo. Tuvo que pasar 6 meses en prisión lo que le significó perder todo el año 1957 en su carrera deportiva.
En 1958 volvió al boxeo ganando ocho peleas ante rivales cada vez más exigentes entre las que destacó su victoria sobre Ernie Cab. Liston acusó a los principales boxeadores del momento de evitar pelear con él.
En 1959 Liston siguió cimentando su carrera. Noqueó a Mike DeJohn en seis, al retador número uno Cleveland Williams en tres y a Niño Valdés en tres.
En 1960, Liston ganó cinco peleas más, incluyendo la revancha con Williams, que sólo duró dos asaltos esta vez. Otras victorias fueron sobre Roy Harris, Zora Folley y Eddie Machen.
En 1961, tuvo problemas con la ley nuevamente y fue suspendido por la comisión de boxeo de Estados Unidos por la duración de un año fiscal. Ya había tenido problemas para que el campeón de ese momento, Floyd Patterson, le aceptara un desafío ya que los apoderados de éste usaban los problemas legales del aspirante para evitar el combate.
Finalmente Liston se enfrentó a Patterson por el título en Comiskey Park, en Chicago, el 25 de septiembre de 1962. Liston se convirtió en el campeón mundial de peso pesado al noquear a Patterson en el primer asalto. En 1963 se celebró un encuentro de revancha, en Las Vegas, y Patterson fue nuevamente tumbado en el primer asalto. En su siguiente defensa en 1964 se cruzó en su carrera un jovencísimo Cassius Clay (Muhammad Ali) quien le arrebató la corona mundial de peso pesado por abandono en el séptimo asalto. Volvió a perder en la revancha en el primer asalto.

## Fallecimiento
Liston fue encontrado muerto por su esposa, Geraldine, en su casa de Las Vegas el 5 de enero de 1971. Al regresar a casa de un viaje de dos semanas, Geraldine percibió un olor fétido que emanaba del dormitorio principal y al entrar lo vio, desplomado contra la cama, un banco de pies roto en el suelo. Geraldine llamó al abogado de Liston y a su médico, pero no notificó a la policía hasta 2-3 horas después.
Oficialmente la muerte de Liston fue por causas naturales, específicamente, "congestión pulmonar provocada por la falta de oxígeno y suministro de sangre de nutrientes a los músculos del corazón".
Liston fue enterrado en Paradise Memorial Gardens en Las Vegas, Nevada. La placa de la tumba lleva la dedicatoria: "Un hombre".

## Récord profesional
| Resultado | Récord | Rival              | Método | Asalto - Tiempo | Fecha      | Localización                                                      | Título                                                                                          |
| Victoria  | 1–0    | Don Smith          | TKO    | 1 (4), 0:33     | 02-09-1953 | St. Louis Arena, San Luis, Misuri, EE. UU.                        |                                                                                                 |
| Victoria  | 2–0    | Ponce de Leon      | PTS    | 4               | 17-09-1953 | Kiel Auditorium, San Luis, Misuri, EE. UU.                        |                                                                                                 |
| Victoria  | 3–0    | Bennie Thomas      | SD     | 6               | 21-11-1953 | Kiel Auditorium, San Luis, Misuri, EE. UU.                        |                                                                                                 |
| Victoria  | 4–0    | Martin Lee         | TKO    | 6 (6)           | 25-01-1954 | New Masonic Temple, San Luis, Misuri, EE. UU.                     |                                                                                                 |
| Victoria  | 5–0    | Stanley Howlett    | PTS    | 6               | 31-03-1954 | St. Louis Arena, San Luis, Misuri, EE. UU.                        |                                                                                                 |
| Victoria  | 6–0    | Johnny Summerlin   | UD     | 8               | 29-06-1954 | Motor City Arena, Detroit, Míchigan, EE. UU.                      |                                                                                                 |
| Victoria  | 7–0    | Johnny Summerlin   | SD     | 8               | 10-08-1954 | Motor City Arena, Detroit, Míchigan, EE. UU.                      |                                                                                                 |
| Derrota   | 7–1    | Marty Marshall     | SD     | 8               | 07-09-1954 | Motor City Arena, Detroit, Míchigan, EE. UU.                      |                                                                                                 |
| Victoria  | 8–1    | Neal Welch         | PTS    | 8               | 01-03-1955 | New Masonic Temple, San Luis, Misuri, EE. UU.                     |                                                                                                 |
| Victoria  | 9–1    | Marty Marshall     | TKO    | 6 (8)           | 21-04-1955 | Kiel Auditorium, San Luis, Misuri, EE: UU.                        |                                                                                                 |
| Victoria  | 10–1   | Emil Brtko         | TKO    | 5 (10), 2:55    | 05-05-1955 | Duquesne Gardens, Pittsburgh, Pensilvania, EE. UU.                |                                                                                                 |
| Victoria  | 11–1   | Calvin Butler      | TKO    | 2 (8), 2:18     | 25-05-1955 | St. Louis Arena, San Luis, Misuri, EE. UU.                        |                                                                                                 |
| Victoria  | 12–1   | Johnny Gray        | TKO    | 6 (10)          | 13-09-1955 | Victory Field, Indianápolis, Indiana, EE. UU.                     |                                                                                                 |
| Victoria  | 13–1   | Larry Watson       | TKO    | 4 (10)          | 13-12-1955 | Alnad Shriner Temple, East St. Louis, Illinois, EE. UU.           |                                                                                                 |
| Victoria  | 14–1   | Marty Marshall     | UD     | 10              | 06-03-1956 | Pittsburgh Gardens, Pittsburgh, Pensilvania, EE. UU.              |                                                                                                 |
| Victoria  | 15–1   | Billy Hunter       | TKO    | 2 (6)           | 29-01-1958 | Chicago Stadium, Chicago, Illinois, EE. UU.                       |                                                                                                 |
| Victoria  | 16–1   | Ben Wise           | TKO    | 4 (8)           | 11-03-1958 | Midwest Gymnasium, Chicago, Illinois, EE. UU.                     |                                                                                                 |
| Victoria  | 17–1   | Bert Whitehurst    | PTS    | 10              | 03-04-1958 | Kiel Auditorium, San Luis, Misuri, EE. UU.                        |                                                                                                 |
| Victoria  | 18–1   | Julio Mederos      | RTD    | 2 (10)          | 14-05-1958 | Chicago Stadium, Chicago, Illinois, EE. UU.                       |                                                                                                 |
| Victoria  | 19–1   | Wayne Bethea       | TKO    | 1 (10), 1:09    | 06-08-1958 | Chicago Stadium, Chicago, Illinois, EE. UU.                       |                                                                                                 |
| Victoria  | 20–1   | Frankie Daniels    | KO     | 1 (10), 2:22    | 07-10-1958 | Municipal Auditorium, Miami Beach, Florida, EE. UU.               |                                                                                                 |
| Victoria  | 21–1   | Bert Whitehurst    | UD     | 10              | 24-10-1958 | St. Louis Arena, San Luis, Misuri, EE. UU.                        |                                                                                                 |
| Victoria  | 22–1   | Ernie Cab          | RTD    | 7 (10), 3:00    | 18-11-1958 | Municipal Auditorium, Miami Beach, Florida, EE. UU.               |                                                                                                 |
| Victoria  | 23–1   | Mike DeJohn        | TKO    | 6 (10), 2:43    | 18-02-1959 | Exhibition Hall, Miami Beach, Florida, EE. UU.                    |                                                                                                 |
| Victoria  | 24–1   | Cleveland Williams | TKO    | 3 (10), 2:13    | 15-04-1959 | Municipal Auditorium, Miami Beach, Florida, EE. UU.               |                                                                                                 |
| Victoria  | 25–1   | Niño Valdés        | KO     | 3 (10), 0:47    | 05-08-1959 | Chicago Stadium, Chicago, Illinois, EE. UU.                       |                                                                                                 |
| Victoria  | 26–1   | Willi Besmanoff    | RTD    | 6 (10), 3:00    | 09-12-1959 | Cleveland Arena, Cleveland, Ohio, EE. UU.                         |                                                                                                 |
| Victoria  | 27–1   | Howard King        | RTD    | 7 (10), 3:00    | 23-02-1960 | Municipal Auditorium, Miami Beach, Florida, EE. UU.               |                                                                                                 |
| Victoria  | 28–1   | Cleveland Williams | TKO    | 2 (10), 2:13    | 21-03-1960 | Coliseum, Houston, Texas, EE. UU.                                 |                                                                                                 |
| Victoria  | 29–1   | Roy Harris         | TKO    | 1 (10), 2:35    | 25-04-1960 | Coliseum, Houston, Texas, EE. UU.                                 |                                                                                                 |
| Victoria  | 30–1   | Zora Folley        | KO     | 3 (12), 0:28    | 18-07-1960 | Coliseum, Denver, Colorado, EE. UU.                               |                                                                                                 |
| Victoria  | 31–1   | Eddie Machen       | UD     | 12              | 07-09-1960 | Sick's Stadium, Seattle, Washington, EE. UU.                      |                                                                                                 |
| Victoria  | 32–1   | Howard King        | TKO    | 3 (10), 0:53    | 08-03-1961 | Municipal Auditorium, Miami Beach, Florida, EE. UU.               |                                                                                                 |
| Victoria  | 33–1   | Albert Westphal    | KO     | 1 (10), 1:58    | 04-12-1961 | Convention Hall, Philadelphia, Pensilvania, U.S.                  |                                                                                                 |
| Victoria  | 34–1   | Floyd Patterson    | KO     | 1 (15), 2:06    | 25-09-1962 | Comiskey Park, Chicago, Illinois, EE. UU.                         | Ganó los títulos WBA, The Ring, y lineal peso pesado                                            |
| Victoria  | 35–1   | Floyd Patterson    | KO     | 1 (15), 2:10    | 22-07-1963 | Las Vegas Convention Center, Winchester, Nevada, EE. UU.          | Retiene los títulos WBA, The Ring, y lineal del peso pesado; Ganó el título inaugural de la WBC |
| Derrota   | 35–2   | Muhammad Ali       | RTD    | 6 (15), 3:00    | 25-02-1964 | Convention Center, Miami Beach, Florida, EE. UU.                  | Pierde los títulos WBA, WBC, The Ring, y lineal del peso pesado                                 |
| Derrota   | 35–3   | Muhammad Ali       | KO     | 1 (15), 2:12    | 25-05-1965 | St. Dominic's Hall, Lewiston, Maine, EE. UU.                      | Por los títulos WBC, The Ring, y lineal del peso pesado                                         |
| Victoria  | 36–3   | Gerhard Zech       | KO     | 7 (10), 1:11    | 01-07-1966 | Estocolmo, Suecia                                                 |                                                                                                 |
| Victoria  | 37–3   | Amos Johnson       | KO     | 3 (10), 1:48    | 19-08-1966 | Nya Ullevi, Gothenburg, Suecia                                    |                                                                                                 |
| Victoria  | 38–3   | Dave Bailey        | KO     | 1 (10), 2:22    | 30-03-1967 | Mässhallen, Gothenburg, Suecia                                    |                                                                                                 |
| Victoria  | 39–3   | Elmer Rush         | TKO    | 6 (10)          | 28-04-1967 | Stockholm, Suecia                                                 |                                                                                                 |
| Victoria  | 40–3   | Bill McMurray      | TKO    | 4 (10), 0:47    | 16-03-1968 | Centennial Coliseum, Reno, Nevada, EE. UU.                        |                                                                                                 |
| Victoria  | 41–3   | Billy Joiner       | RTD    | 7 (10), 3:00    | 23-05-1968 | Grand Olympic Auditorium, Los Ángeles, California, EE. UU.        |                                                                                                 |
| Victoria  | 42–3   | Henry Clark        | TKO    | 7 (10), 2:47    | 06-07-1968 | Cow Palace, Daly City, California, EE. UU.                        |                                                                                                 |
| Victoria  | 43–3   | Sonny Moore        | TKO    | 3 (10)          | 14-10-1968 | Veterans Memorial Coliseum, Phoenix, Arizona, EE. UU.             |                                                                                                 |
| Victoria  | 44–3   | Willis Earls       | KO     | 2 (10), 1:52    | 03-11-1968 | Plaza de Toros, Ciudad Juárez, México                             |                                                                                                 |
| Victoria  | 45–3   | Roger Rischer      | KO     | 3 (10), 2:23    | 12-11-1968 | Civic Arena, Pittsburgh, Pensilvania, EE. UU.                     |                                                                                                 |
| Victoria  | 46–3   | Amos Lincoln       | KO     | 2 (10), 2:46    | 10-12-1968 | Civic Center, Baltimore, Maryland, EE. UU.                        |                                                                                                 |
| Victoria  | 47–3   | Billy Joiner       | UD     | 10              | 28-03-1969 | Kiel Auditorium, San Luis, Misuri, EE. UU.                        |                                                                                                 |
| Victoria  | 48–3   | George Johnson     | TKO    | 7 (10), 2:55    | 19-05-1969 | Convention Center, Winchester, Nevada, EE. UU.                    |                                                                                                 |
| Victoria  | 49–3   | Sonny Moore        | KO     | 3 (10)          | 23-09-1969 | Coliseum, Houston, Texas, EE. UU.                                 |                                                                                                 |
| Derrota   | 49–4   | Leotis Martin      | KO     | 9 (12), 1:08    | 06-12-1969 | Las Vegas Hilton, Winchester, Nevada, EE. UU.                     | Por el título vacante NABF del peso pesado                                                      |
| Victoria  | 50–4   | Chuck Wepner       | RTD    | 9 (10), 3:00    | 29-06-1970 | National Guard Armory, Jersey City (Nueva Jersey), Estados Unidos |                                                                                                 |